# Rachael Stirling
Rachael Atlanta Stirling (født 30. maj 1977) er en engelsk teater-, film- og TV-skuespiller.
Stirling er datter af skuespilleren Diana Rigg og produceren Archibald Stirling. Hendes forældre blev gift i 1982 og skilt i 1990. På fædrene side har hun en lang slægtslinje på den skotske egn Lecropt, nær byen Stirling, som slægten har taget navn efter.
Rachael Stirling er BA i kunsthistorie fra Edinburgh Universitet, hvor hun har optrådt med Edinburgh University Theatre Company. Hun taler russisk og er en erfaren konkurrencerytter, der dyrker både dressur og ridebanespringning.

## Teater
Stirling havde sin første større optræden på scenen i 1996 som Desdemona i National Youth Theatres opsætning af Othello på Arts Theatremed Chiwetel Ejiofor i titelrollen. Året efter spillede hun Olive i The Odd Couple, og optrådte som Kate i Dancing at Lughnasa for NYT at the Arts. Skønt hun fik en række rolle i film og TV-stykker, vedblev hun at optræde på teateret, bl.a. da hun fulgte sin mors fodspor som Miranda Lionheart i National Theatres version af Theatre of Blood (2005). I 2006 spillede hun rollen som Helena i Peter Gills genopførelse af Look Back in Anger på Theatre Royal, Bath, mens hun i 2007 spillede en af hovedrollerne, Yelena, i David Mamets version af Onkel Vanja I Wilton's Music Hall i London, og som Katharina i The Taming of the Shrew.
Hun spillede rollen som Lady Chiltern i opførelse i 2010 af An Ideal Husband på Vaudeville Theatre, hvilket indbragte hende en nominering til Laurence Olivier Award.

## Film og TV
Stirlings første optræden på lærredet var i 1998 i komedien Still Crazy. Senere har hun medvirket i en række film, bl.a. ‘’The Triumph of Love (med bl.a. Mira Sorvino), samt i rollerne som Mary Jones i Laksefiskeri i Yemen og som Anna i Snow White and the Huntsman.
På TV har hun bl.a. spillet den unge Rebeccah i miniserien In the Beginning fra 2000, hvor hendes mor spillede rollen som Rebeccah som ældre kvinde. Hun havde en af hovedrollerne -og overstrålede ifølge anmeldelserne sin rivalinde, spillet af Julie Cox i TV- episoden Seksten år efter med David Suchet som Hercule Poirot.

## Filmografi
| År   | Film                        | Rolle                 | Noter                                               |
| ---- | --------------------------- | --------------------- | --------------------------------------------------- |
| 1998 | Still Crazy                 | Clare Knowles         |                                                     |
| 2000 | ’’'Maybe Baby’’             | Joanna                |                                                     |
| 2000 | ’’ Complicity’’             | Claire                |                                                     |
| 2000 | In the Beginning            | Young Rebeccah        | TV-film                                             |
| 2001 | Redemption Road             | Becky                 |                                                     |
| 2001 | Another Life                | Avis Graydon          |                                                     |
| 2001 | The Triumph of Love         | Corine                |                                                     |
| 2001 | Othello                     | Lulu                  | TV-film                                             |
| 2002 | Tipping the Velvet          | Nan Astley            | TV-serie (3 episoder) Dallas OUT TAKES—Best Actress |
| 2002 | Bait                        | Stephanie Raeburn     | TV-film                                             |
| 2003 | Agatha Christie's Poirot    | Caroline Crale        | (TV serie - episode: "Five Little Pigs")            |
| 2004 | Freeze Frame '              | Katie Carter          |                                                     |
| 2004 | Agatha Christie's Marple    | Griselda Clement      | TV-serie (episode: "The Murder at the Vicarage")    |
| 2004 | The Final Quest             | Young Annabelle       | TV-film                                             |
| 2005 | Riot at the Rite            | Marie Rambert         | TV-film                                             |
| 2006 | Beyond                      | Guilean Hade          | TV-film                                             |
| 2006 | The Truth                   | Martha                |                                                     |
| 2006 | Hotel Babylon               | Nina Bailey           | TV-serie (1 episode: "Episode No. 1.1")             |
| 2006 | The Haunted Airman          | Julia Jugg            | TV film                                             |
| 2007 | Dangerous Parking           | Kirstin               |                                                     |
| 2008 | Lewis                       | Zöe Kenneth           | TV-serie (1 episode: "Life Born of Fire")           |
| 2009 | The Young Victoria          | Duchess of Sutherland |                                                     |
| 2009 | Minder                      | Eve Cornell           | TV-serie (1 episode: "Thank Your Lucky Stars")      |
| 2009 | Boy Meets Girl '            | Veronica Burton       | TV-serie (4 episoder)                               |
| 2010 | Centurion                   | Druzilla              |                                                     |
| 2011 | Women in Love               | Ursula Brangwen       | TV-serie                                            |
| 2012 | Laksefiskeri i Yemen        | Mary Jones            | Film - originaltitel Salmon Fishing in the Yemen    |
| 2012 | Snow White and the Huntsman | Anna                  | Film                                                |
| 2012 | The Bletchley Circle        | Millie                | TV-serie                                            |
| 2013 | Doctor Who                  | Ada Gillyflower       | Episode: "The Crimson Horror")                      |
| 2014 | Detectorists                | Becky                 | TV-serie                                            |

## Eksterne links
- Rachael Stirling på Internet Movie Database (engelsk)
- Rachael Stirling på Scope
- Rachael Stirling på Svensk Filmdatabas (svensk)
- Rachael Stirling på AlloCiné (fransk)
- Rachael Stirling på AllMovie (engelsk)
- Rachael Stirling på The Movie Database (engelsk)